# Konstantinos Flegkas
Konstantinos Flegkas (em grego:  Κωνσταντίνος Φλέγκας; Atenas, 17 de julho de 1988) é um jogador de polo aquático grego.

## Carreira
Flegkas foi medalhista de bronze no Campeonato Mundial de Cazã, em 2015. No ano seguinte integrou o elenco da Seleção Grega de Polo Aquático que ficou em sexto lugar nos Jogos Olímpicos do Rio de Janeiro.